# Crepis hypochoeridea
Crepis hypochoeridea là một loài thực vật có hoa trong họ Cúc. Loài này được (DC.) Thell. mô tả khoa học đầu tiên năm 1921.